# 中村まちバス
中村まちバス（なかむらまちバス）は、高知県四万十市が運行するデマンドバスである。高度道路交通システム (ITS) を採用したデマンドバスの日本で最初の例として知られ、のちに運行を開始した福島県南相馬市小高区の「おだかe-まちタクシー」などに影響を与えた。運行は鈴ハイヤーに委託されている。

## 概要
10人乗りワゴン車で運行される。対象エリアは四万十市中村地区の四万十川と後川の間および具同地区、自由ヶ丘地区、安並地区、古津賀地区などその周辺である。予約時間は午前8時～午後6時、運行時間は午前8時半～午前11時、午後0時～午後6時となっている。予約時には乗車時刻と乗車バス停を指定する。当日予約のみ受け付けられている。運賃は大人200円小人100円で、交通系ICカード「ですか」が利用できる。
2017年度の利用者数は9595人となっている。
2020年10月より、運行委託事業者が高知西南交通から鈴ハイヤーに変更された。

## 歴史
中村市内を走る高知西南交通中村駅～自由ヶ丘線は、モータリゼーションの進展および迂回により所要時間が長かったことなどから利用が低迷し、1999年度は1日あたりの利用者数が約7人と少なくなっていたにもかかわらず、国、高知県、中村市から700万円の補助金が支出され、うち半分は市の負担であった。
1998年にITS関係5省（当時の警察庁、通商産業省、運輸省、郵政省、建設省）によりITSの実証実験対象地として高知県が選ばれた。その後東芝、松下電器産業、NTTコミュニケーションズ、高知県交通、土佐電気鉄道、高知西南交通（企業名はいずれも当時）によって組織されたコンソーシアムにより「こうち2001プラン KoCoRo'99」という情報化プロジェクトがはじまり、その一環としてデマンドバスのシステムが開発された。
開発費用は1億8,000万円で、国が負担した。通信費用は3年間は高知県負担とし、通信機器は実証実験終了後に中村市へ無償譲渡された。
2000年4月から同年6月まで、車の位置がリアルタイムで表示され予約も即座に反映される交通システムの実証実験として、中心市街地の3km四方を対象に運行され、2000年7月から本格運行に移行した。車両は当初、デマンドシステム導入前から使われていた高知西南交通所有の24人乗りマイクロバス（日野・レインボーAB）を使用した。
実証実験期間中の1日平均利用者数は30人、開始後2年間は1日の平均利用者数が約42人と好評で、1日60人を超える月もあった。
2002年度より、負担金が一般路線バス時代の2倍を超えるおそれが出たため、1日の稼働ドライバーを2人から1人に減らし、運行時間も8:30-11:00、12:00-14:30、16:00-18:00に短縮した。その後は一般路線バスとのシフト調整により、昼間の運行しない時間は11:00-12:00のみとなったが、1日あたり平均利用者数はおおむね20-25人程度で推移している。
2011年度までは、予約された情報をオペレータがシステムに入力し、車載機に送られた乗車バス停名を運転手が見て運行していた。降車希望地は運転手が直接利用者から聞いていた。2012年度以降は、は時間帯別に混雑を予測し予約を受けられるかどうかをシステムが判断した上で、予約された乗降地を車載機に送信するシステムに変更された。また住民の要望により、2012年5月に車両を24人乗りマイクロバスから10人乗りワゴン車（トヨタ・ハイエース）に変更された。
バス停については、一般路線バス時代は28か所だったが、デマンドバスになってから57か所に増えた。その後2012年9月に安並地区に拡大、それ以外にもバス停が増やされてきたため、2020年10月時点の停留所数は82か所となっている。

## 主な停留所
- 右山地区
  - 中村駅
  - 中村地方合同庁舎
- 大橋通周辺
  - 四万十市役所前
  - 中村プリンスホテル
- 東町地区
  - 市民病院前
  - 中村中学校前
- 京町地区
  - 中村郵便局
- 佐岡地区
  - 高知西南交通本社
- 安並地区
  - 安並運動公園
- 具同地区
  - 具同
  - トンボ公園